# Горбатюк Анатолій Олексійович
Горбатюк Анатолій Олексійович (нар. 8 серпня 1962, с. Шумне, Вяземський район, Хабаровський край, Росія) — український політик. Народний депутат України 5-го та 6-го скликань. Член фракції Партії регіонів (з травня 2006). Голова підкомітету комітету з питань бюджетного забезпечення місцевого самоврядування Комітету з питань державного будівництва, регіональної політики та місцевого самоврядування (з липня 2006). Голова Волинського регіонального відділення Партії регіонів (2005-2008).

## Життєпис
Народився 8 серпня 1962 року в с. Шумне В’яземського району Хабаровського краю, Росія. Закінчив Волинський державний педагогічний інститут імені Лесі Українки та Волинський державний університет імені Лесі Українки.

## Трудова і політична діяльність
- 1979-1980 — токар розряду ремонтно-механічного цеху Луцького заводу виробів із пластмас.
- 1980-1982 — служба в лавах збройних сил СРСР.
- 1983-1985 — токар ремонтно-механічного цеху Луцького заводу виробів із пластмас.
- 1985-1997 — вчитель, а згодом директор Піддубцівської середньої школи Луцького району.
- 02.1997-03.2005 — заступник голови Луцької райдержадміністрації.
- 05.2006-11.2007 — народний депутат України Верховної Ради України 5-го скликання (від Партії регіонів, № 156 в списку).
- 30 березня 2010 — народний депутат України Верховної Ради України 6-го скликання (від Партії регіонів, № 199 в списку).

## Родина
Дружина Римма Федорівна — учитель Піддубцівської середньої школи, дочка Вікторія — студентка.

## Погляди
5 червня 2012 голосував за проект Закону України «Про засади державної мовної політики», який посилює статус російської мови.